# 乔·谢斯塔克
小約瑟夫·安布羅斯·「乔」·谢斯塔克（英語：Joseph Ambrose "Joe" Sestak, Jr.，1951年12月22日—）出生于美国宾夕法尼亚州特拉华县，为斯洛伐克裔美国人，美国政治人物和海军中将，他曾在美国众议院任职两届，2007年到2011年隶属于宾夕法尼亚州选区。谢斯塔克也是美国国会有史以来最高军事官员。2010年，他在宾夕法尼亚州联邦参议员选举民主党初选中击败从政已有30年参议员阿伦·斯佩克特。

## 生平
1951年，谢斯塔克出生于美国宾夕法尼亚州特拉华县。
1922年，谢斯塔克的祖父因为躲避第一次世界大战的战火而从捷克斯洛伐克逃离到了美国，那时候，他的父亲约瑟夫才3岁。
1942年，谢斯塔克的父亲在美国海军学院毕业，在第二次世界大战中，他的父亲从一个小兵不断升职，后成为上尉。
谢斯塔克跟着父亲的脚步，也考入了美国海军学院，毕业后参加了越南战争。
1974年，他的成绩是全班第二名，并且是美国政治系的专业理学学士学位。
1980年，他从约翰·F·肯尼迪政府学院获得了公共管理硕士学位，1984年，他在哈佛大学获得博士学位。